# Пергел
 Тази статия е за чертожния инструмент.  За съзвездието вижте Пергел (съзвездие).  
Пергел (pergel, от персийски پرگار pargār през османски турски) е чертожен инструмент за построяване на окръжности и дъги от окръжности, както и за линейни измервания и пренасяне на размери. Всички тези възможности на пергела се използват при решаването на геометрични задачи за построения с линийка и пергел.
Пергелът представлява конструкция от две шарнирно свързани рамена, едно от които завършва с острие (фиксиращо центъра на окръжността), а другото завършващо:
- с графит или молив – при обикновените чертожни пергели, използвани за изчертаване на окръжности и дъги;
- също с острие – при маркировъчните (делителни) пергели, използвани за маркиране и пренасяне на размери.

Второто рамо на пергела може да завършва и с накрайник със сменящи се приставки. За изчертаване на особено големи окръжности (над 30 см в диаметър) се използват т.нар. прътови (щангови) пергели, при които двете рамена са закрепени п-образно на дълга хоризонтална линия с деления. Освен това има и пропорционални пергели, за променяне в постоянно отношение на пренасяния размер.